# Scrumpy and Western

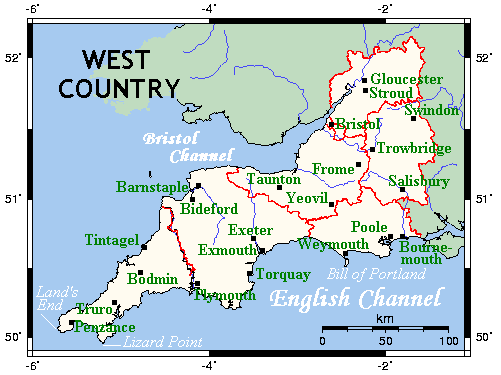
En tolkning av West Country, på denna karta efter samma gränser som Sydvästra England.

Scrumpy and Western är den lättsamma benämningen på musik från Englands West Country som kombinerar humoristiska sånger av folkmusikkaraktär, ofta med dubbelbottnad betydelse, med ömsint parodi på populärmusikgenrer, allt besjunget på någon West Country-dialekt. Benämningen, som hämtats från Adge Cutlers och The Wurzels skiva Scrumpy & Western EP från 1967, alluderar till scrumpy, det vill säga cider med hög alkoholhalt från West Country.
Stilen varierar mellan de olika musikgrupperna och musikerna och mycket få är kända i någon större utsträckning utanför sin hemtrakt. De främsta undantagen är The Wurzels (ursprungligen Adge Cutler and the Wurzels), en musikgrupp från Somerset som fick en förstaplats på listorna med sången Combine Harvester år 1976. Denna gavs ut efter en tidigare succélåt, Drink Up Thy Zider, en inofficiell "nationalsång" för West Country, särskilt bland supportrar till Bristol City Football Club. Sången blev beryktad när BBC vägrade spela skivans B-sida och sången "Twice Daily", med hänvisning till att textinnehållet som syftade på tvångsgifte. Combine Harvester var i sig en omskriven version av Melanie Safkas Brand New Key. Fler sånger lånade denna stil och drev i sitt innehåll med traditionell Country and Western-tematik och amerikansk och brittisk populärmusik.
Bland andra artister som influerats av Scrumpy and Western in flavour märks The Yetties från byn Yetminster i Dorset, The Golden Lion Light Orchestra från Worcestershire, Fred Wedlock, Who's Afear'd (också Dorset), The Skimmity Hitchers (vilka uppstod ur Who's Afear'd då dessa upphört), The Surfin Turnips (folkmusik med punkinfluenser), Trevor Crozier, The Yokels (från Wiltshire), Shag Connors and the Carrot Crunchers, och Pigsty Hill Light Orchestra. 

### Översättning
Den här artikeln är helt eller delvis baserad på material från engelskspråkiga Wikipedia.